# 守備
守備，明代武官職，獨守一堡一城者、曰守備，官銜有總兵至游擊六等，為將軍等級，除邊關設置守備，南京亦設置內外守備各一員；又營官內亦有守備一職，位階在都司之下提調 、千總之上，負責屯田等事宜，守备在明朝是没有品级的差遣官。於清朝武官名而言，是指管理軍隊總務，軍餉，軍糧職務之正五品官。該官職受各省提督，巡撫或總兵管轄。另外，該職亦可由參將，游擊充員代之。
清朝綠營，該官品為正五品，軍階由高至低分別為提督、總兵、副將、參將、游擊、都司、守備、千總及把總。

## 臺灣
臺灣民間對綠營旗下的武官，普遍敬稱「總爺」，若須因官職細分，守備被稱為「總爺」或者「大老爺（tuā-lāu-iâ）」。:264